# Tarik Skubal
Tarik Skubal (Hayward, California, 20 de noviembre de 1996) es un jugador profesional estadounidense de béisbol que se desempeña en la posición de lanzador en Detroit Tigers, equipo de las Grandes Ligas de Béisbol (MLB).

## Carrera
Fue seleccionado en la novena ronda en el Draft de la MLB de 2018. En 2020 hizo su debut profesional con el equipo Detroit Tigers, donde lleva jugando cinco temporadas.